# Ulaanbaatar
Ulaan Baatar ili Ulaanbaatar (prije anglicirano kao Ulan Bator) je glavni grad države Mongolije.
Ime u prijevodu na hrvatski znači "crveni junak".

## Zemljopisni položaj
Leži u dolini rijeke Tole, porječja Selenge na visini od 1300 do 1350 metara, na željezničkoj pruzi Moskva - Peking.

## Povijest
Grad je osnovan 1639. godine kao pokretno (nomadsko) budističko sjedište. Godine 1778. smjestio se trajno na današnjem mjestu, na sjecištu dviju rijeka, Tuula i Selbe. U razdoblju prije toga mijenjao je lokaciju dvadeset osam puta, a svaka je lokacija bila izabrana održavanjem vjerske svečanosti. Tijekom dvadesetog stoljeća grad je prerastao u vodeće sjedište proizvodnje u zemlji. U urbanoj jezgri ističe se samostansko zdanje Gandan, gdje se nalazi i najveći mongolski budistički hram dovršen 1913. godine.
Papa Franjo posjetio je od 1. do 4. rujna 2023. Ulaan Baatar, što je prvi posjet nekog pape Mongoliji.

## Kultura
|                         |                 |                     |
| Kazalište državne opere | Kazalište drame | Nacionalna galerija |

- Ulaanbaatarski sajam knjiga